# Hydrellia litoralis
Hydrellia litoralis är en tvåvingeart som beskrevs av Ichiro Miyagi 1977. Hydrellia litoralis ingår i släktet Hydrellia och familjen vattenflugor. Inga underarter finns listade i Catalogue of Life.